# Kanton Le Faou
Der Kanton Le Faou war bis 2015 ein französischer Wahlkreis im Arrondissement Châteaulin, im Département Finistère und in der Region Bretagne; sein Hauptort war Le Faou.  

## Gemeinden
Der Kanton umfasste vier Gemeinden:
| Gemeinde                  | Bretonisch               | Einwohner (2022) | Fläche (km²) | Code postal | Code Insee |
| ------------------------- | ------------------------ | ---------------- | ------------ | ----------- | ---------- |
| Le Faou                   | Ar Faou                  | 1.882            | 11.85        | 29580       | 29053      |
| Lopérec                   | Lopereg                  | 832              | 39.49        | 29590       | 29139      |
| Pont-de-Buis-lès-Quimerch | Pont-ar-Veuzenn-Kimerc'h | 3.571            | 41.39        | 29590       | 29302      |
| Rosnoën                   | Rosloc'hen               | 993              | 33.64        | 29580       | 29240      |
| Kanton                    | Ar Faou                  | 7374             | 126.37       | -           | 2914       |

## Bevölkerungsentwicklung
| 1962 | 1968 | 1975 | 1982 | 1990 | 1999 | 2006 | 2012 |
| ---- | ---- | ---- | ---- | ---- | ---- | ---- | ---- |
| 7976 | 7390 | 6920 | 6630 | 6420 | 6505 | 7089 | 7374 |